# Fédération des sociétés féminines sportives de France
La Fédération des sociétés féminines sportives de France (FSFSF) est une ancienne fédération française regroupant des clubs sportifs féminins.

## Histoire

### Les premiers pas du sport féminin en France
La Fédération féminine française de gymnastique et d'éducation physique, première fédération à se consacrer aux activités physiques féminines, apparaît en 1912 et l'Union des sociétés françaises de sports athlétiques ouvre son championnat de France d'athlétisme aux féminines en 1917. Au mois de décembre, avant même la fin de la Première Guerre mondiale, les principaux dirigeants des clubs de sport féminins parisiens créent la Fédération des sociétés féminines sportives de France (FSFSF), en regroupant des associations déjà existantes comme Femina Sport, En Avant fondées en 1912 et Académia l'année suivante qui pratiquent surtout l'athlétisme et le football. Le docteur Raoul Baudet et Mme Marie Surcouf en sont les premiers présidente et Alice Milliat trésorière puis secrétaire générale en juin 1918. La nouvelle Fédération française d'athlétisme refusant de prendre en charge les féminines FSFSF est déclarée officiellement le 18 janvier 1918 et Alice Milliat en devient présidente l'année suivante. À partir de 1921 elle poursuit son chemin sous le sigle simplifié de Fédération féminine sportive de France (FFSF).

### L'athlétisme
Les derniers championnats de France féminins organisés par l'USFSA se tiennent en 1920. Cependant ils ne sont jamais interrompus, organisés souvent en banlieue ou en province par la FSFSF jusqu'à la déclaration de guerre. 
| Edition | Lieu                  | Stade                                 |
| ------- | --------------------- | ------------------------------------- |
| 1921    | Paris                 | Stade Pershing                        |
| 1922    | Colombes              | Stade du Metropolitan                 |
| 1923    | Bourges               |                                       |
| 1924    | Paris                 | Stade Pershing                        |
| 1925    | Colombes              | Stade du Metropolitan                 |
| 1926    | Bry-sur-Marne         |                                       |
| 1927    | Roubaix               |                                       |
| 1928    | Paris                 | Porte Dorée                           |
| 1929    | Saint-Maur-des-Fossés | Stade olympique du Parc de Saint-Maur |
| 1930    | Paris                 | Stade Jean Bouin.                     |
| 1931    | Douai                 |                                       |
| 1932    | Paris                 | Stade Jean Bouin                      |
| 1933    | Saint-Maur-des-Fossés | Stade olympique du Parc de Saint-Maur |
| 1934    | Saint-Maur-des-Fossés | Stade olympique du Parc de Saint-Maur |
| 1934    | Courbevoie            |                                       |
| 1935    | Courbevoie            |                                       |
| 1936    | Colombes              | Stade du Matin                        |
| 1937    | Paris                 | Porte de Saint-Cloud                  |
| 1938    | Paris                 | Stade Pershing                        |
| 1939    | Monaco                |                                       |

Des championnes s'illustrent alors en établissant ou en améliorant les records du monde : Lucie Bréard sur 800 en 1921 et 1 000 mètres en 1920, 1921 et 1922, Marcelle Neveu sur 1 000 mètres en 1921, Lucienne Velu au lancer du disque en 1924, Marguerite Radideau sur 60 mètres en 1926. Se heurtant depuis 1919 au refus du baron Pierre de Coubertin et du Comité international olympique (CIO) de les accueillir aux Jeux, Alice Milliat fonde la Fédération sportive féminine internationale en 1921, et organise la même année les premiers  Jeux mondiaux féminins qui regroupent cinq nations européennes à Monte-Carlo : Grande-Bretagne, Suisse, Italie, Norvège et France. Ceux-ci sont suivis des Jeux féminins de Paris en 1922 et de Göteborg en 1926. Après les Jeux de Paris et le départ de Coubertin du CIO, les femmes ont enfin accès aux Jeux à Amsterdam en 1928 sur 100 m, 800 m, relais 4 × 100 m, saut en longueur, disque. Seule la gymnastique par équipes bénéficie également de l'ouverture olympique aux féminines. Les Jeux féminins sont encore organisés en 1930 à Prague et 1934 à Londres. Lors de ces derniers Jeux, les épreuves seront principalement d'athlétisme, de basket-ball et de handball ; la FSFI regroupe alors jusqu'à 31 pays.

### Gloire et déclin du football
La FSFSF organise le Championnat de France de football féminin FSFSF de 1919 à 1932. Le 7 avril 1919, la Fédération française de football association (FFFA) est créée, mais la FSFSF continue de gérer seule le football féminin avec un certain bonheur. Le championnat, totalement parisien les deux premières années s'ouvre à la province à partir de 1921 et en avril de l'année suivante la tournée de l'équipe de France en Angleterre se termine sans défaite. Victorieuses à Plymouth (1-2), les Bleues concèdent des nuls sans but à Exeter et Falmouth. Dix ans plus tard le football féminin périclite en France. La 14e et dernière édition du championnat de France FSFSF sacre en 1932 l'incontournable Fémina Sport et le dernier match de l'équipe de France féminine FSFSF a lieu à Bruxelles le 3 avril 1932 : match nul sans buts face à la Belgique. En mai 1933, le football est officiellement radié des sports organisés par la FSFSF.
La Ligue de Paris de Football féminin, créée en 1933, prend la relève et le 26 novembre 1933 organise un championnat de Paris féminin à dix clubs. Le 28 avril 1934 une équipe nationale FFFA rencontre l'équipe de Belgique à Saint-Ouen. Cependant l'activité reste quasi nulle en province et 1937 voit la dernière édition du championnat de Paris. Le gouvernement de Vichy « interdit vigoureusement » la pratique du football féminin par arrêté du 27 mars 1941.

### Le basket-ball
Alors que le football disparaît de la FSFSF le basket, dont la fédération (FFBB) n'apparait qu'en 1932, se développe à l'ombre de l'athlétisme où il constitue peu ou prou l'entraînement hivernal comme chez les masculins. Les équipes sont souvent constituées par des athlètes qui prolongent parfois leur carrière sportive dans cette discipline telle Marguerite Radideau des Linnet's Saint-Maur. Ainsi en 1934 lors des derniers Jeux mondiaux féminins organisés à Londres Lucienne Velu, licenciée au même club que Marguerite, est capitaine de l’équipe de France de basket-ball qui bat les États-Unis par 34 à 23 le 11 août 1934 au White Hall et devient ainsi la première équipe féminine française championne du monde de l'histoire du sport. À partir de 1937, c'est la FFBB qui organise le championnat excellence féminin.

### Les autres sports féminins
Depuis sa création en 1912 les féminines sont accueillies à l'Union des golfs de France (UGF) qui donne naissance à la Fédération française de golf en 1933. Comme à la Fédération française des sociétés d'aviron reconnue d'utilité publique en 1922 et apparue dès le 30 mars 1890 de la fusion de trois associations plus anciennes, l' Union des sociétés d'aviron de France (ASAF), l' Union nautique des sociétés du sud-ouest (UNSSO) et la Fédération des sociétés nautiques du nord de la France (FSNNF). Les autres sports individuels féminins — hockey, natation, tennis — sont intégrés aux fédérations concernées lors de l'éclatement de l'USFSA en 1920. La Fédération française de volley-ball n'est déclarée que plus tard en 1936 et ne prend réellement ses activités qu'en 1938. Cependant les premières équipes féminines apparaissent dans cette discipline dès 1931 dans le cadre de la Fédération sportive et gymnique du travail (FSGT). Le premier championnat de France féminin n'est organisé qu'en 1941, remporté par la Villa Primerose de Bordeaux.